# Ángela Molina
Ángela Molina Tejedor conhecido como Ángela Molina (Madrid, Espanha em 5 de outubro de 1955) é uma atriz espanhola. Ao longo de sua carreira cinematográfica, iniciada sob a direção de Luis Buñuel (como protagonista de Ese oscuro objeto del deseo, de 1977) e de Manuel Gutiérrez Aragón, tornou-se uma das mais representativas atrizes da transição espanhola. Tem trabalhado também na Itália, França e América Latina, atuando em mais de cem filmes e acumulando prêmios, como o David di Donatello, da Academia do Cinema Italiano, e a Concha de Plata do Festival Internacional de Cinema de San Sebastián.

### Reportagens
- Tico Medina. Ángela Molina, claro objeto de deseo. ABC, 13/08/2002
- Vicente Molina Foix. Ángela Molina. Arrebatadora y terrenal. El País, 09/08/2004
- Vicente Molina Foix. El deseo de Ángela Molina. El País, 20/02/2005
- Filmografía comentada. Fotogramas, 19/01/2011
- Bienvenidos a casa: Ángela Molina, sentimiento en el arte (RNE, 24/03/2011)
- Emilio Gutiérrez Caba entrevista a Ángela Molina (Cadena SER, 19/06/2011)
- Biofilmografía · Cine · Terra